# ویتالی کوتوزوف
ویتالی کوتوزوف (بلاروسی: Віталь Уладзіміравіч Кутузаў؛ زادهٔ ۲۰ مارس ۱۹۸۰) بازیکن فوتبال اهل بلاروس بود.
از باشگاه‌هایی که در آن بازی کرده‌است می‌توان به باشگاه فوتبال پیزا، باشگاه فوتبال باته بوریسف، باشگاه فوتبال آولینو، باشگاه فوتبال باری، باشگاه فوتبال سمپدوریا، باشگاه فوتبال پارما، باشگاه فوتبال اسپورتینگ، و باشگاه فوتبال آ.ث. میلان اشاره کرد.
وی همچنین در تیم‌های ملی فوتبال زیر ۲۱ سال بلاروس، و بلاروس بازی کرده‌است.